# Jay Beagle
Jay Beagle (* 16. Oktober 1985 in Calgary, Alberta) ist ein ehemaliger kanadischer Eishockeyspieler, der im Verlauf seiner aktiven Karriere zwischen 2005 und 2022 unter anderem 748 Spiele für die Washington Capitals, Vancouver Canucks und Arizona Coyotes in der National Hockey League (NHL) auf der Position des rechten Flügelstürmers bestritten hat. Mit den Washington Capitals gewann Beagle in den Playoffs 2018 den Stanley Cup gewann.

## Karriere
Jay Beagle begann seine Karriere als Eishockeyspieler in seiner Heimatstadt bei den Calgary Royals, für die er von 2003 bis 2005 in der Alberta Junior Hockey League aktiv war. Anschließend besuchte er zwei Jahre lang die University of Alaska Anchorage, für deren Eishockeymannschaft er parallel in der National Collegiate Athletic Association spielte. Am Ende der Saison 2006/07 gab der Flügelspieler sein Debüt im professionellen Eishockey für die Idaho Steelheads aus der ECHL, mit denen er auf Anhieb den Kelly Cup gewann. In den folgenden drei Jahren spielte er für die Hershey Bears aus der American Hockey League. Mit den Bears gewann er in den Spielzeiten 2008/09 und 2009/10 jeweils den Calder Cup. Parallel gab er in der Saison 2008/09 sein Debüt für die Washington Capitals, den Kooperationspartner Hersheys, in der National Hockey League.
Seit der Saison 2010/11 steht Beagle regelmäßig für die Washington Capitals in der NHL auf dem Eis. Am 13. Oktober 2011 wurde er im Spiel gegen die Pittsburgh Penguins bei einem Faustkampf mit Arron Asham so schwer verletzt, dass er anschließend 31 Spiele lang pausieren musste. Nach seiner Rückkehr in das NHL-Team der Capitals konnte er sich jedoch schnell seinen Stammplatz zurück erkämpfen.
In den Playoffs 2018 gewann Beagle mit den Capitals den ersten Stanley Cup der Franchise-Geschichte, während er zugleich zum ersten Spieler wurde, der den Kelly Cup, den Calder Cup sowie den Stanley Cup erringen konnte. Im Anschluss erhielt er allerdings keinen neuen Vertrag in Washington, sodass er die Capitals nach acht Jahren verließ und einen Vierjahresvertrag bei den Vancouver Canucks unterzeichnete. Vor Erfüllung dessen wurde er allerdings im Juli 2021 samt Loui Eriksson, Antoine Roussel, einem Erstrunden-Wahlrecht für den NHL Entry Draft 2021, einem Zweitrunden-Wahlrecht für den NHL Entry Draft 2022 sowie einem Siebtrunden-Wahlrecht für den NHL Entry Draft 2023 an die Arizona Coyotes abgegeben. Im Gegenzug erhielten die Canucks Oliver Ekman Larsson und Conor Garland. Bei den Coyotes wurde sein auslaufender Vertrag nach der Saison 2021/22 nicht verlängert, woraufhin der 36-Jährige seine aktive Karriere wenig später beendete.

## Erfolge und Auszeichnungen
- 2007 Kelly-Cup-Gewinn mit den Idaho Steelheads
- 2009 Calder-Cup-Gewinn mit den Hershey Bears
- 2010 Calder-Cup-Gewinn mit den Hershey Bears
- 2018 Stanley-Cup-Gewinn mit den Washington Capitals

## Karrierestatistik
(Legende zur Spielerstatistik: Sp oder GP = absolvierte Spiele; T oder G = erzielte Tore; V oder A = erzielte Assists; Pkt oder Pts = erzielte Scorerpunkte; SM oder PIM = erhaltene Strafminuten; +/− = Plus/Minus-Bilanz; PP = erzielte Überzahltore; SH = erzielte Unterzahltore; GW = erzielte Siegtore; 1 Play-downs/Relegation; Kursiv: Statistik nicht vollständig)